# Arturo Schauspielschule
Die Arturo Schauspielschule war eine private Ausbildungsstätte für Schauspieler in Köln. Die Schule existierte von 1997 bis zum 30. Juni 2025. Schulleiter und Gründer war der Schauspieler, Sprecher und Regisseur Gereon Nußbaum. Im Oktober 2022 befanden sich ca. 65 Schüler in der Ausbildung.
Nach der Schließung der Schauspielschule wurden die Schüler, die ihre Ausbildung noch nicht beendet haben, an die ART Kontor Schauspielschule Köln weitergegeben, die von Connor Schlüter, einem ehemaligen Schüler der Arturo Schauspielschule, gegründet wurde.

## Schauspielschule
Die Räumlichkeiten der Schauspielschule umfassten u. a. ein eigenes Theater mit Platz für ca. 70–75 Zuschauer für Darbietungen der Schauspielschüler.
Die Schauspielschule bot eine Ausbildung mit dem Ziel der Berufsausübung als Schauspieler auf der Bühne oder vor der Kamera an. Eingehend auf die multimediale Ausrichtung des Schauspielerberufs der letzten Jahre wurde ab dem zweiten Semester Kameratraining gegeben.
Schüler spielten ab dem ersten Lehrjahr in Theaterproduktionen auf der schuleigenen Bühne, sowohl in Eigenregie als auch in enger Zusammenarbeit mit verschiedenen Regisseuren. Nach dem ersten und zweiten Ausbildungsjahr gab es das Jahresgespräch bzw. die Zwischenprüfung in verschiedenen Fächern, die über die weitere Schullaufbahn entschieden.
Die vierjährige Ausbildung endete mit dem Entlassen der ehemaligen Schauspielschüler als Berufsschauspieler für Bühne, Film und Mikrofon. Darüber hinaus sprachen die Schüler bei der ZAV vor.

## Unterrichtsfächer
- Darstellung (Grundlagen, Rollenstudium, Improvisationsprojekt, Musiktheater und Clownsseminar, Kameratraining, Inszenierungen, Erarbeitung des Vorsprechrepertoires)
- Kamerabasistraining
- Stimme/Sprechen (Laut- und Atemartikulation, Resonanzbildung, Textgattungen Prosa und Lyrik, Gesang)
- Bewegung/Tanz (Elementare Atem- und Bewegungslehre, Rhythmik, Akrobatik, Kampf, moderner Tanz, Standard- und Showtanzelemente, Bühnenfechten, Stunt)
- audiovisuelle Medien (Kamera- und Mikrofontraining, Synchronseminar, Ausbildungs-DVD-Video, Ausbildungs-CD-Audio)
- Theorie (Film- und Theatergeschichte, Vertrags- und Sozialrecht für Bühne und audiovisuelle Medien)

## Bekannte Absolventen
- Stefan Aretz (* 1980), Schauspieler und Autor
- Nadja Becker (* 1978), Schauspielerin
- Martin Behlert (* 1991), Theaterschauspieler
- Funda Bostanlik (* 1987), türkische Schauspielerin
- Corinna Dorenkamp (* 1981), Synchronsprecherin und Sprecherin von Hörspielen und Hörbüchern
- Tobias Diakow (* 1990), Schauspieler, Verleger, Synchron- und Hörspielsprecher
- Cornelius Engemann (* 1994), Schauspieler
- Chris Gebert (* 1985), Schauspieler, Regisseur und Model
- Annina Hellenthal (* 1983), Schauspielerin
- Svenja Hermuth (* 1981), Theater-, Fernsehschauspielerin, Hörspiel- und Hörbuchsprecherin
- Katrin Heß (* 1985), Schauspielerin und Synchronsprecherin
- Timo Hübsch (* 1977), Schauspieler
- Markus Klauk (* 1973), Schauspieler
- Nora Koppen (* 1989), Schauspielerin und Synchronsprecherin
- Philipp Langenegger (* 1976), Schweizer Schauspieler
- Friederike Linke (* 1981), Theater- und Fernsehschauspielerin
- Anna Mennicken (* 1993), Schauspielerin
- Oliver Schneller (* 1966), Komponist und Saxophonist
- Tina Seydel (* 1978), Schauspielerin
- Tobias Teschner (* 1980), Schauspieler
- Sven Voss (* 1976), Sport- und Fernsehmoderator
- Julia Wiedemann (* 1996), Schauspielerin